# Cezar Nicolau
Cezar Nicolau (n. 10 iulie 1925, Mangalia, Constanța – d. 11 decembrie 1981) a fost un hidroameliorator și profesor universitar român, cunoscut pentru contribuțiile sale în mecanizarea și organizarea lucrărilor de îmbunătățiri funciare, coordonarea marilor sisteme de irigații și elaborarea standardelor tehnice în domeniu. A publicat aproximativ 100 de lucrări, inclusiv tratatul „Mecanizarea și tehnologia lucrărilor de îmbunătățiri funciare” (1981), și a fost decan al Facultății de Îmbunătățiri Funciare din Institutul Agronomic „N. Bălcescu” București.

## Biografie
Copilărie și educație  
Cezar Nicolau s-a născut la 10 iulie 1925 în Mangalia, județul Constanța. A urmat liceul în localitatea natală, apoi a studiat la secția Geniu rural a Facultății de Agronomie din Institutul Politehnic București, absolvind în 1948 cu mențiunea „Cum Laude”. În 1967, a obținut titlul de doctor în agronomie cu teza „Alcătuirea sistemei de mașini și elaborarea schemelor tehnologice la construcția canalelor de irigații din pământ”. 
Carieră profesională  
În 1948, a fost angajat la Divizia de Îmbunătățiri Funciare București, coordonând ca șef de sector îndiguirea incintei Chimogi (Giurgiu). Între 1948 și 1951, a lucrat la Divizia de Îmbunătățiri Funciare Galați, conducând îndiguirea incintei Brăila-Dunăre-Șiret și amenajarea orezăriei Brateș. A ocupat funcții de conducere, inclusiv șef al Întreprinderii de Stat pentru Lucrări de Îmbunătățiri Funciare București (1951–1953), director al Trustului de Îmbunătățiri Funciare (1953–1959) și secretar general al Departamentului de Îmbunătățiri Funciare (1966–1969). A fost asistent la Facultatea de Hidroameliorații Galați (1949), devenind profesor universitar (1969–1981) și decan al Facultății de Îmbunătățiri Funciare, Institutul Agronomic „N. Bălcescu” București. 

## Activitate științifică
Cezar Nicolau a publicat circa 100 de lucrări, abordând mecanizarea, tehnologiile, organizarea și irigațiile în hidroameliorații. A coordonat sisteme de irigații majore, precum Gălățui-Călărași (83.669 ha) și Carasu (187.300 ha), și a contribuit la elaborarea STAS-urilor pentru îmbunătățiri funciare. 
Mecanizarea lucrărilor de îmbunătățiri funciare  
A dezvoltat scheme tehnologice pentru construcția mecanizată a canalelor, publicând „Alcătuirea sistemei de mașini și elaborarea schemelor tehnologice la construcția canalelor de irigații din pământ” (1967), „Mecanizarea lucrărilor de îmbunătățiri funciare” (1969) și tratatul „Mecanizarea și tehnologia lucrărilor de îmbunătățiri funciare” (1981). A elaborat îndrumătoare pentru scheme tehnologice (1973). 
Tehnologii pentru hidroameliorații  
A studiat tehnologii pentru construcții hidrotehnice, publicând „Executarea construcțiilor hidrotehnice pentru lucrările de îmbunătățiri funciare” (1976–1980), „Tehnologia executării lucrărilor de Î.F.” (1978) și „Exploatarea terenurilor din incintele îndiguite și desecate” (1961, cu N. Popescu, N. Solomon). A experimentat căptușeli pentru impermiabilizarea canalelor (1975). 
Organizarea și managementul șantierelor  
A contribuit la organizarea șantierelor, publicând „Organizarea, conducerea și eficiența lucrărilor de Î.F.” (1979), „Organizarea și conducerea producției și a muncii” (1980) și „Protecția muncii” (1970). A elaborat manuale pentru planificarea muncii și controlul calității (1972, 1975). 
Cercetări în irigații și alte domenii  
A analizat impactul irigațiilor asupra nivelului freatic, publicând „Cercetări privind influența irigațiilor asupra nivelului apei freatice în sistemul Stoenești-Vîșina” (1971) și „Hidroameliorațiile în exploatarea sistemelor de irigații” (1981). A studiat amenajarea perimetrului Saveh (Iran, 1972) și construcțiile hidrotehnice din Franța (1968). 

## Activitate didactică
Cezar Nicolau a predat peste 30 de ani, formând 30 de generații de ingineri. A fost asistent la Facultatea de Hidroameliorații Galați (1949), apoi profesor universitar (1969–1981) și decan al Facultății de Îmbunătățiri Funciare, Institutul Agronomic „N. Bălcescu” București. A elaborat cursuri pentru disciplinele „Mecanizarea și tehnologia lucrărilor de Î.F.”, „Tehnologia executării lucrărilor de Î.F.” și „Organizarea șantierelor”. A publicat circa 10 manuale pentru licee agricole, inclusiv „Protecția muncii” (1970) și „Utilaje pentru îmbunătățiri funciare” (1981). 

## Activitate managerială
Cezar Nicolau a ocupat funcții de conducere:
- Șef de sector, Divizia de Îmbunătățiri Funciare București și Galați (1948–1951).
- Șef al Întreprinderii de Stat pentru Lucrări de Îmbunătățiri Funciare București (1951–1953).
- Director al Trustului de Îmbunătățiri Funciare (1953–1959).
- Director al Centralei de Îmbunătățiri Funciare, Ministerul Agriculturii (1958–1962).
- Secretar general, Departamentul de Îmbunătățiri Funciare (1966–1969). [1]

## Lucrări
Cezar Nicolau a publicat circa 100 de lucrări, inclusiv 20 de cărți și manuale. Dintre lucrările reprezentative:
- „Îndrumător pentru organizarea și executarea terasamentelor” (cu I.M. Gheorghiu), Editura Agrosilvică, București, 1959
- „Exploatarea terenurilor din incintele îndiguite și desecate” (cu N. Popescu, N. Solomon), Editura Agrosilvică, București, 1961
- „Alcătuirea sistemei de mașini și elaborarea schemelor tehnologice la construcția canalelor de irigații din pământ” (teză de doctorat), 1967
- „Câteva aspecte privind lucrările de construcții hidrotehnice în Franța”, Revista Probleme agricole, nr. 1, 1968
- „Executarea mecanizată a lucrărilor de îmbunătățiri funciare”, Editura Agrosilvică, 1969
- „Mecanizarea lucrărilor de îmbunătățiri funciare” (cu E. Mântescu), Editura Agrosilvică, 1969
- „25 de ani în domeniul lucrărilor de îmbunătățiri funciare”, Revista Hidrotehnica, nr. 8, 1969
- „Amenajări pentru irigații în anul 1969”, Revista Probleme agricole, nr. 4, 1969
- „Organizarea producției și a muncii pe șantierele de îmbunătățiri funciare”, Editura Ceres, 1969
- „Protecția muncii”, Editura Ceres, 1970
- „Influența irigației asupra nivelului apei freatice”, Sesiunea de comunicări științifice IANB, 1971
- „Cercetări privind influența irigațiilor asupra nivelului apei freatice în sistemul Stoenești-Vîșina” (cu C. Diaconescu, Victoria Neamțu), ISCPP, vol. I (8), 1971
- „Probleme de irigații” (cu Vlad Ionescu Sisești, N. Constantinescu), IANB București, 1971
- „Studii privind funcționarea conductelor din polietilenă ca aripi de aspersiune” (cu V. Berar), Lucrări Științifice, Seria A14, IANB, 1971
- „Contribuții la stabilirea adâncimii optime a nivelului freatic, Stoenești-Vișina”, Lucrări Științifice, Seria A, XV, IANB, 1972
- „Organizarea și planificarea muncii pe șantierele de îmbunătățiri funciare” (cu D. Ottulescu), Editura Ceres, 1972
- „Studiul prealabil privind amenajarea perimetrului irigabil Saveh, Iran”, Lucrări Științifice, Seria A 15, IANB, 1972
- „Îndrumător pentru calcule de scheme tehnologice”, IANB București, 1973
- „Mecanizarea lucrărilor de îmbunătățiri funciare” (cu E. Mântescu, M. Caraciugiuc), Editura Ceres, 1973
- „Executarea mecanizată a lucrărilor de îmbunătățiri funciare – construcții hidrotehnice” (cu C. Popescu, D. Popescu), Editura Ceres, 1973
- „Controlul calității lucrărilor de îmbunătățiri funciare”, Editura Ceres, 1975
- „Experimentarea de căptușeli pentru impermiabilizarea canalelor de irigație” (cu L. Niculescu), IANB, 1975
- „Organizarea economică și conducerea șantierelor” (cu A. Găzdaru), uz intern, 1975
- „Tehnologia executării mecanice a lucrărilor de îmbunătățiri funciare” (cu V. Bob), 1975
- „Executarea construcțiilor hidrotehnice pentru lucrările de îmbunătățiri funciare”, vol. I-III, București, 1976–1980
- „Raport de deplasare în Olanda”, uz intern, IANB București, 1977
- „Tehnologia lucrărilor de îmbunătățiri funciare”, curs, uz intern, București, 1978
- „Organizarea, conducerea și eficiența lucrărilor de îmbunătățiri funciare”(cu A. Găzdaru, O. Bîrsan), Editura Ceres, 1979
- „Organizarea și conducerea producției și a muncii”, curs, IANB, 1980
- „Hidroameliorațiile în elaborarea sistemelor de irigații” (cu D. Marinovici, J. Măgdălina), Editura Ceres, 1981
- „Mecanizarea și tehnologia lucrărilor de îmbunătățiri funciare” (cu A. Găzdaru), EDP, București, 1981
- „Tehnologia lucrărilor de îmbunătățiri funciare”, manual, Editura Ceres, 1981
- „Utilaje pentru îmbunătățiri funciare”, manual, Editura Ceres, 1981

## Premii și distincții
- Membru corespondent al ASAS
- Medaliile și ordinele de stat pentru merite profesionale

## Afilieri
- Membru corespondent al Academiei de Științe Agricole și Silvice (ASAS)